# جیسون استار
جیسون استار (انگلیسی: Jason Starr؛ زادهٔ ۲۲ نوامبر ۱۹۶۶) یک فیلم‌نامه‌نویس اهل ایالات متحده آمریکا است.